# Opistognathidae
Famille
Les Opistognathidae sont une famille de poissons marins de l'ordre des Perciformes représentée par quatre genres et environ soixante espèces. Ils sont parfois appelés communément « tout-en-gueule ».

## Liste des genres
- Lonchopisthus Gill, 1862 — (5 espèces)
- Merogymnoides Whitley, 1966 — (1 espèce)
- Opistognathus Cuvier, 1816 — (43 espèces)
- Stalix Jordan et Snyder, 1902 — (11 espèces)